# Het circus (schilderij van Seurat)
Het circus (Frans: Le cirque) is een neo-impressionistisch schilderij van Georges Seurat. Bij zijn dood in maart 1891 was het werk nog niet voltooid. Sinds 1977 maakt het deel uit van de collectie van het Musée d'Orsay in Parijs.

## Voorstelling
Het op de hoek van de Rue des Martyrs en de Boulevard de Rochechouart gelegen Cirque Fernando (in 1890 omgedoopt tot Cirque Médrano naar zijn beroemdste clown) was voor kunstenaars aan het einde van de negentiende eeuw een bron van inspiratie. Renoir, Degas (bijvoorbeeld Miss Lala au Cirque Fernando) en Toulouse-Lautrec (bijvoorbeeld In het circus Fernando: paardrijdster) wijdden doeken aan de artiesten van het circus. Ook Seurat, die een atelier in de buurt van het circus had, schilderde drie werken rond dit thema, Parade (1887-88), Le Chahut (1889-90) en Het circus.
Het circus kan worden opgedeeld in twee gebieden. Rechtsonder de piste, gedomineerd door kromme lijnen en spiralen die beweging suggereren. Een acrobate rijdt op een schimmel, terwijl enkele clowns hun kunsten vertonen. Daarboven zitten de toeschouwers in lange rechte lijnen. De gegoede burgerij vooraan en de lagere klassen bovenin, met duidelijk verschillende hoofddeksels.  Seurats goede vriend Charles Angrand is in het publiek te herkennen als de man met de hoge hoed op de eerste rij. De clown op de voorgrond die op de rug wordt gezien en wegkijkt van de toeschouwers in het circus, geeft het schilderij meer diepte. Om het werk heen schilderde Seurat een donkerblauwe band die doorloopt in de lijst. Ook deze lijst is van zijn hand.
Seurat legde in Het circus sterk de nadruk op ritmiek en kleurensymboliek. Hij gebruikte een beperkter kleurenpalet dan bij eerdere werken zoals Baders bij Asnières. Het werk krijgt daardoor een wat harde uitstraling. Ook de grijnzen die op bijna alle gezichten gepleisterd lijken, dragen daaraan bij. Sommige vroege critici beschouwden het werk dan ook als een te ver doorgevoerd experiment. In de twintigste eeuw zou Het circus echter uitgroeien tot een icoon, geliefd bij veel kunstenaars, waaronder Signac, die er enige tijd eigenaar van was, en Apollinaire.

## Herkomst
- 1891: na de dood van de schilder komt het schilderij in bezit van zijn moeder.
- 1899: nagelaten aan Emile Seurat en Léon Appert, Parijs.
- 1900: verkocht aan Paul Signac voor 500 frank.
- januari 1923 : verkocht aan John Quinn, advocaat en verzamelaar, voor 150.000 frank op voorwaarde dat hij het zou nalaten aan het Louvre.
- 1924: nagelaten aan het Louvre.
- 1929: overgebracht naar het Musée du Luxembourg.
- 1939: overgebracht naar het Musée National d'Art Moderne.
- 1947: overgebracht naar de Galerie nationale du Jeu de Paume.
- 1977: overgebracht naar het Musée d'Orsay.

## Afbeeldingen

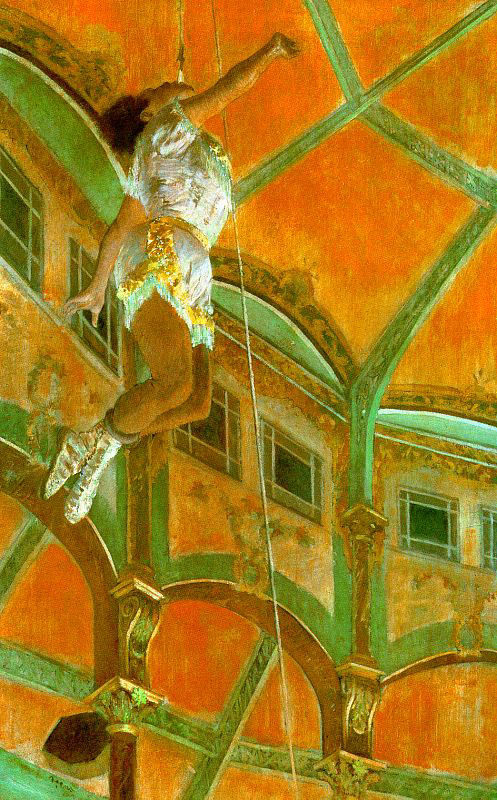
Miss Lala au Cirque Fernando - Edgar Degas
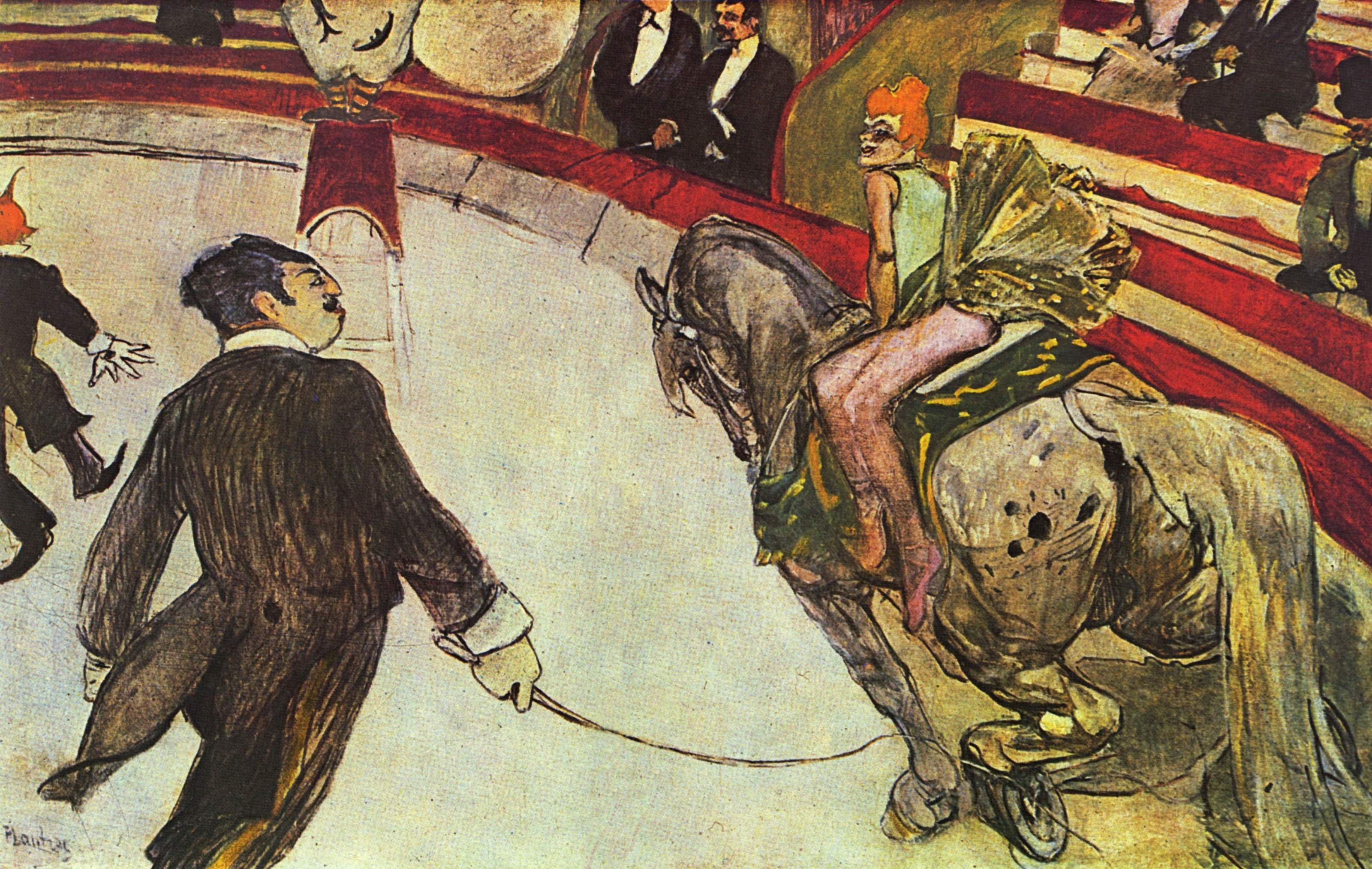
In het circus Fernando: paardrijdster - Henri de Toulouse-Lautrec
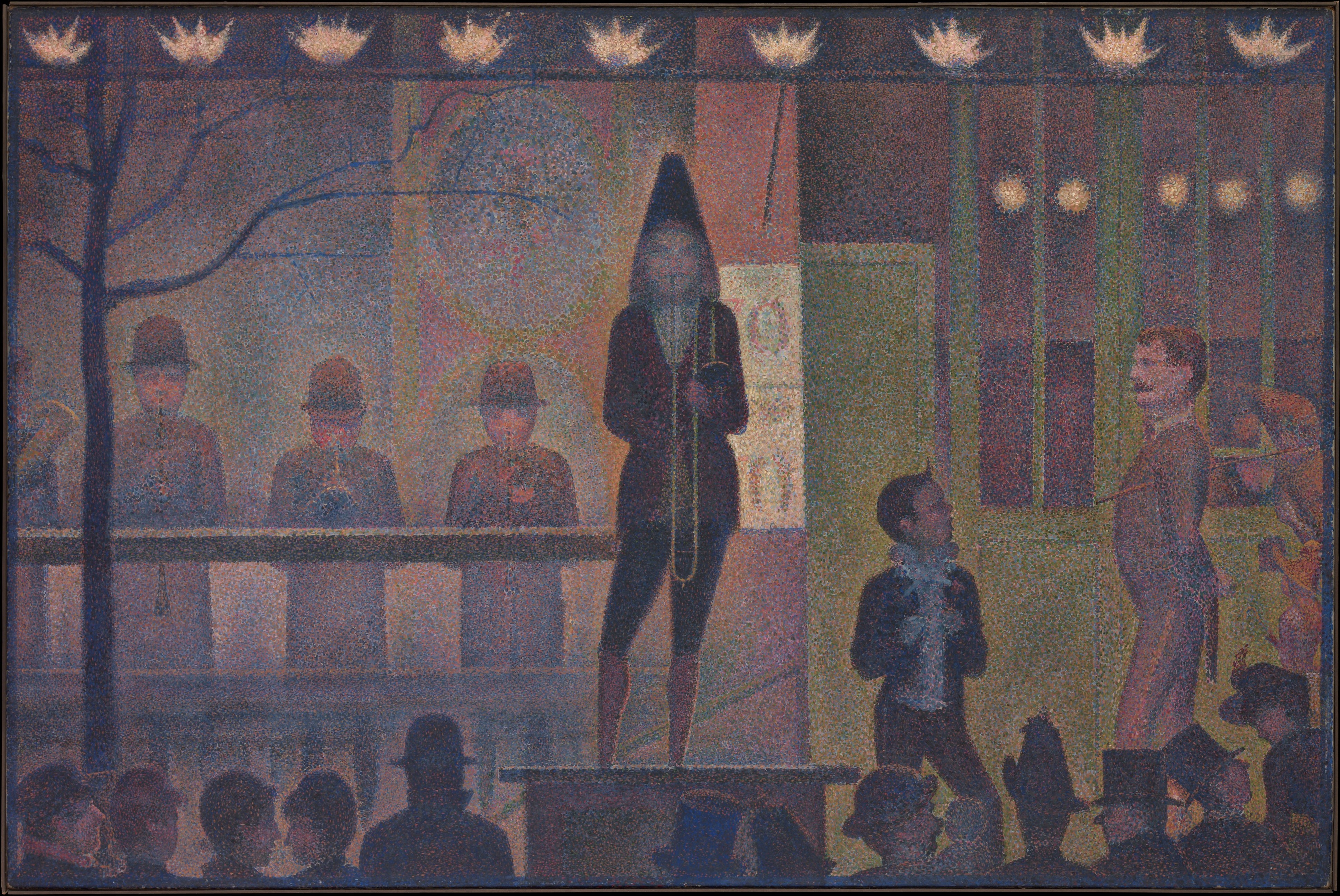
Parade (1887-88)
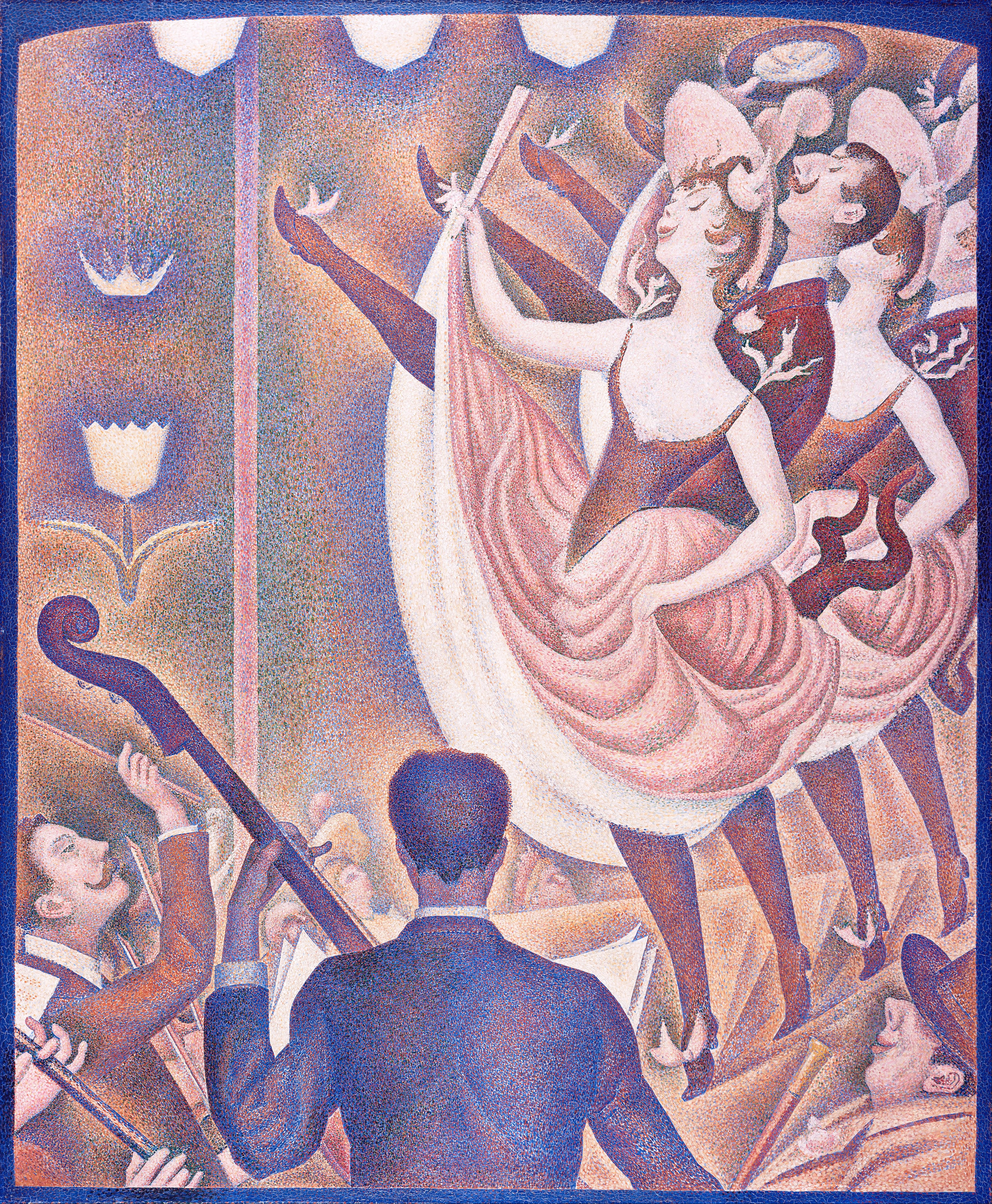
Le Chahut (1889-90)
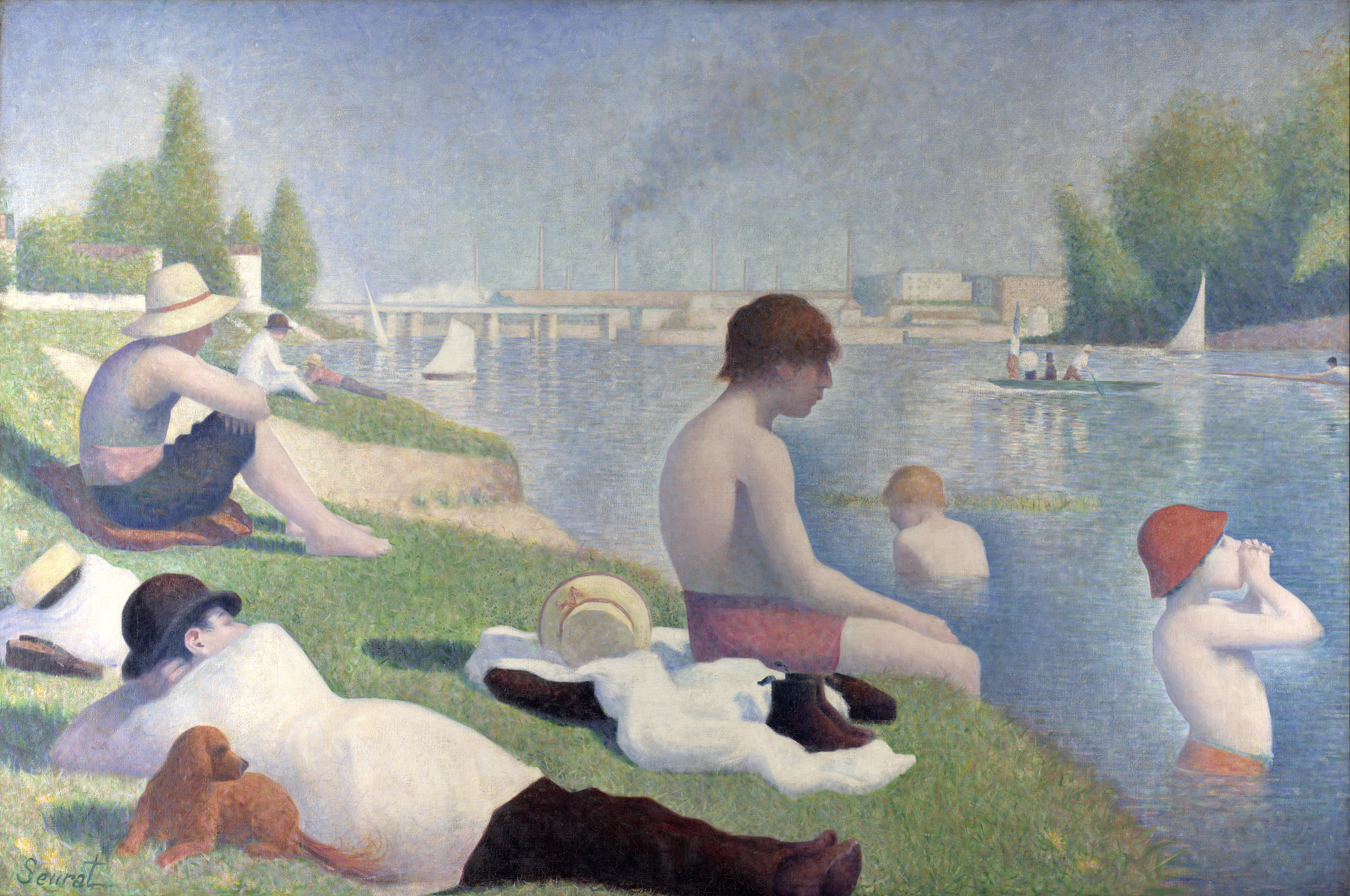
Baders bij Asnières (1884)